# Kattmynta
Kattmynta (Nepeta cataria) är en kransblommig växt som tillhör nepetasläktet och ursprungligen förekommer i södra och östra Europa, Mellanöstern, Centralasien och delar av Kina. Den har av människan spridits över stora delar av världen, till norra Europa, Nya Zeeland och Nordamerika. Trivialnamnet kattmynta har den fått av den intensiva effekt som växten har  på en övervägande del av världens katter.

## Systematik
Nepeta cataria var en av de arter som Carl von Linné 1753 beskrev i sitt verk Species Plantarum. Redan 1738 beskrev han kattmynta som Nepeta floribus interrupte spicatis pedunculatis.
Trots trivialnamnet är kattmynta inte en mynta utan en kransblommig växt som tillhör nepetasläktet. 
Kattmynta finns i två varieteter:
- var. cataria - har aromatisk doft, som påminner lite om mynta.[6]
- var. citriodora - innehåller citronellol och är därmed citrondoftande.

## Beskrivning

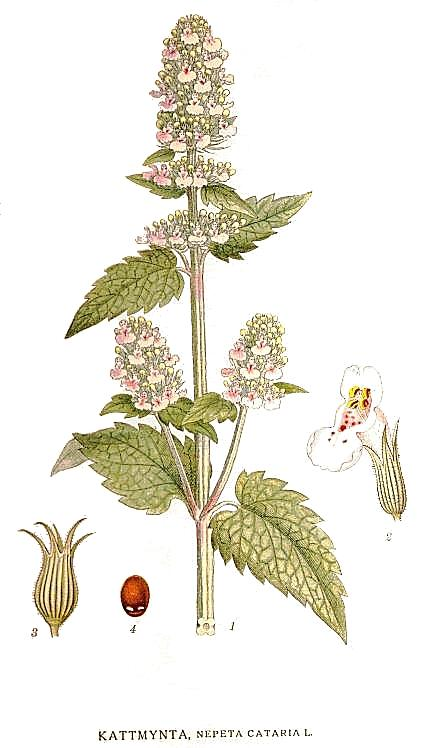
Schematisk illustration över kattmynta.

Örten blir upp till 50–100 centimeter hög och har en fyrkantig stjälk. Blommorna är antingen vita med röda prickar, rosa eller lila. Blommorna finns dels på ett knippe i växtens topp och på grenspetsarna, dels i bladvecken längs stjälken. Blommorna är av två slag, där de flesta är tvåkönade. I dessa finns det till att börja med enbart ståndare. Först när dessa vissnat mognar pistillen.
I ett litet antal finns även mindre, enkönade honblommor. Detta växtens förhållningssätt hindrar självbefruktning och gynnar den korsbefruktning, som är grunden för biologisk mångfald.
Blommorna har föga doft, men när bladen smulas sönder avges en karakteristisk doft.
En mängd ämnen har konstaterats hos kattmynta främst isomererna 4aα,7α,7aα-nepetalakton, men även exempelvis karvakrol och tymol.

## Utbredning
Arten är ursprunglig i södra och östra Europa till Östasien och västra Himalaya, men numera spridd och naturaliserad i västra och centrala Europa, östra Asien och Sydafrika. Till Nordamerika har kattmynta antagligen kommit med immigranter från Europa. Kattmynta är inte ursprunglig i Nya Zeeland, men är nu naturaliserad där.

### Förekomst i Sverige
I Sverige blommar kattmynta i juli och augusti. Den är dock numera sällsynt, och därför fridlyst.

## Kattmynta och människan

### Användning

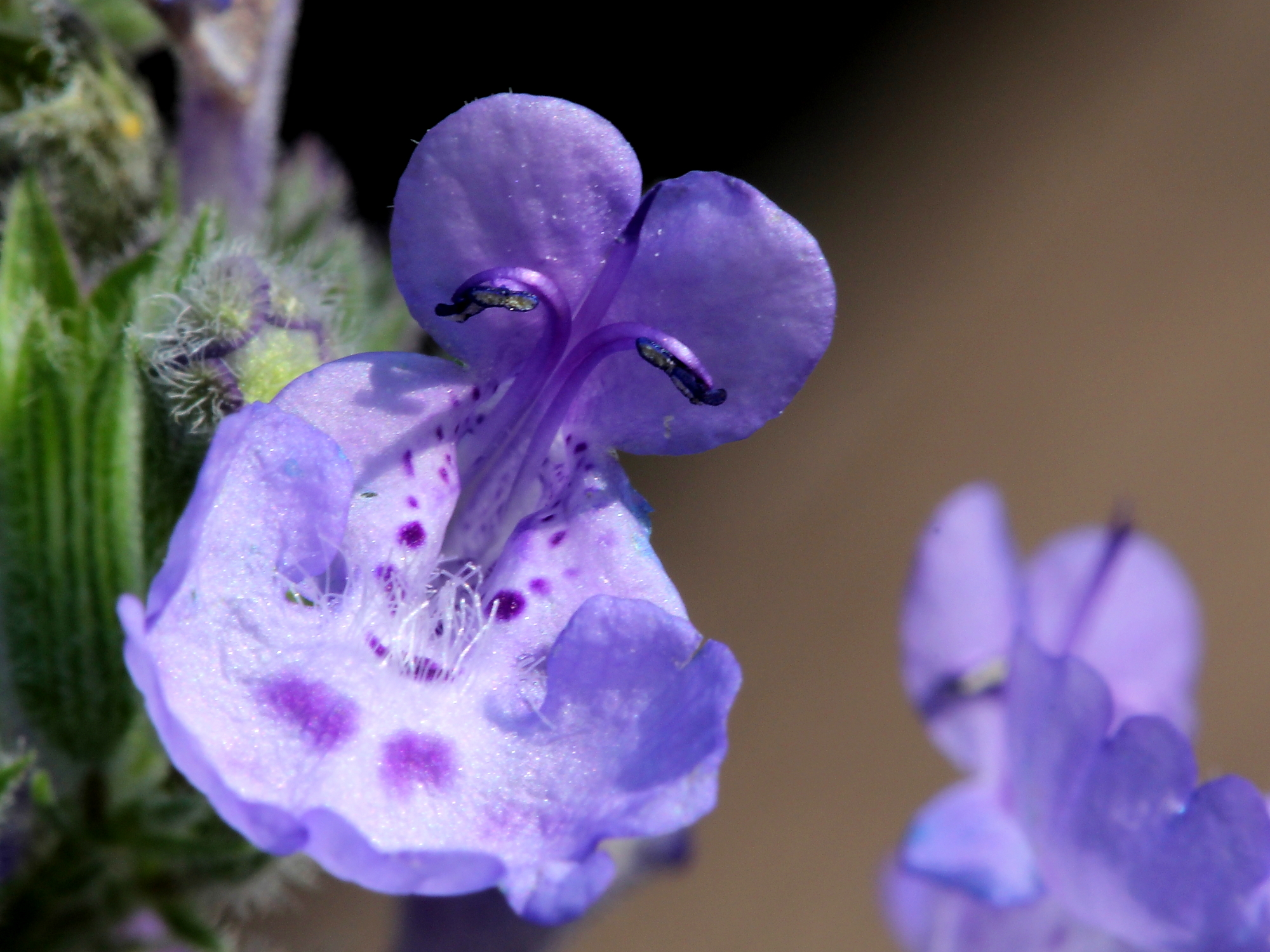
Närbild av kattmyntans blomma.

Kattmynta har tidigare odlats för sin doft och smak, till dryck eller smaksättare i mat. I Frankrike använd i soppor; i Italien tillagar man ofta karljohansvamp med kattmynta. Färska blad kan användas i grönsallader och torkade till örtte. Enligt gamla recept kan man smaksätta teet med salt och honung.

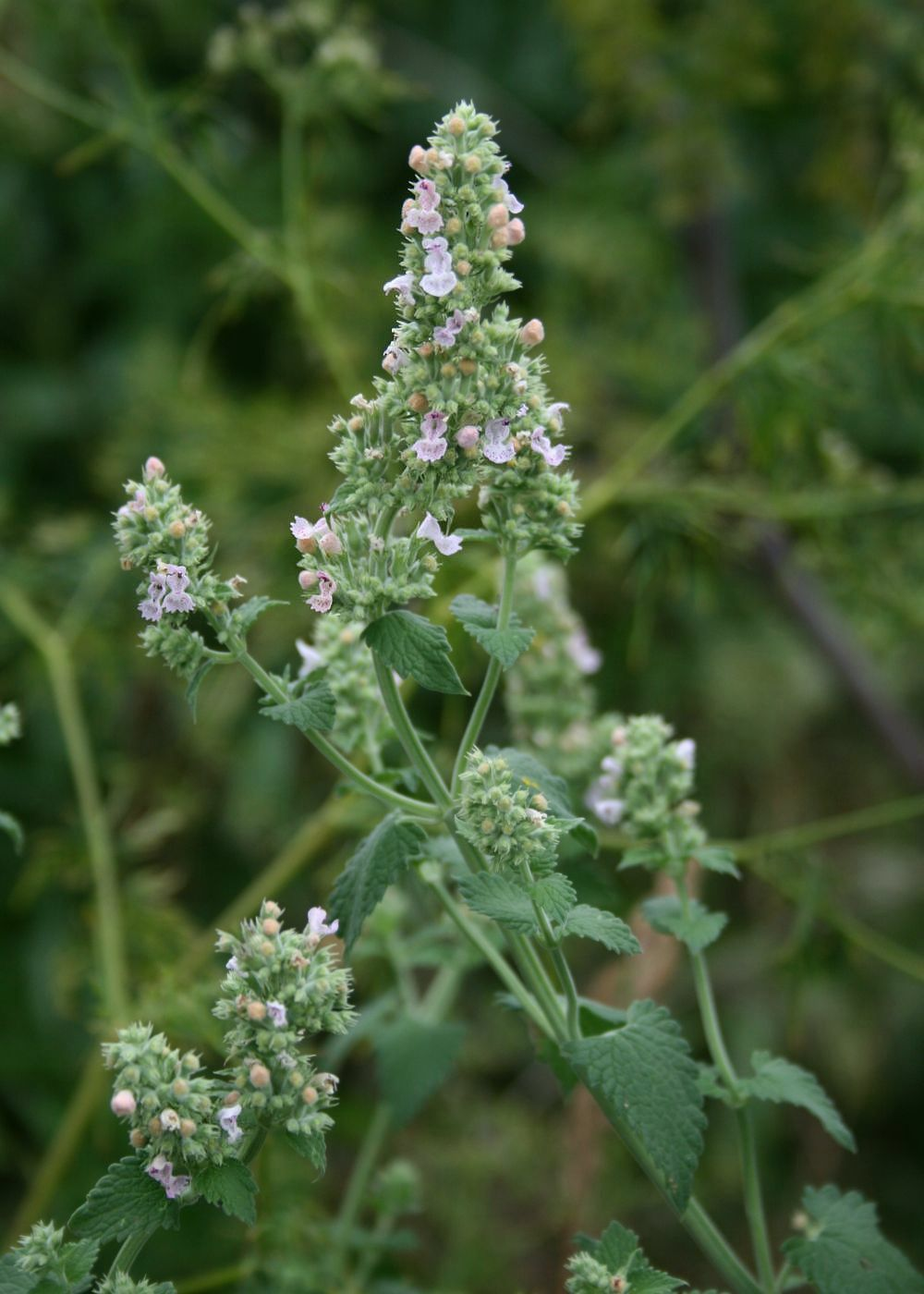
Blomställning.

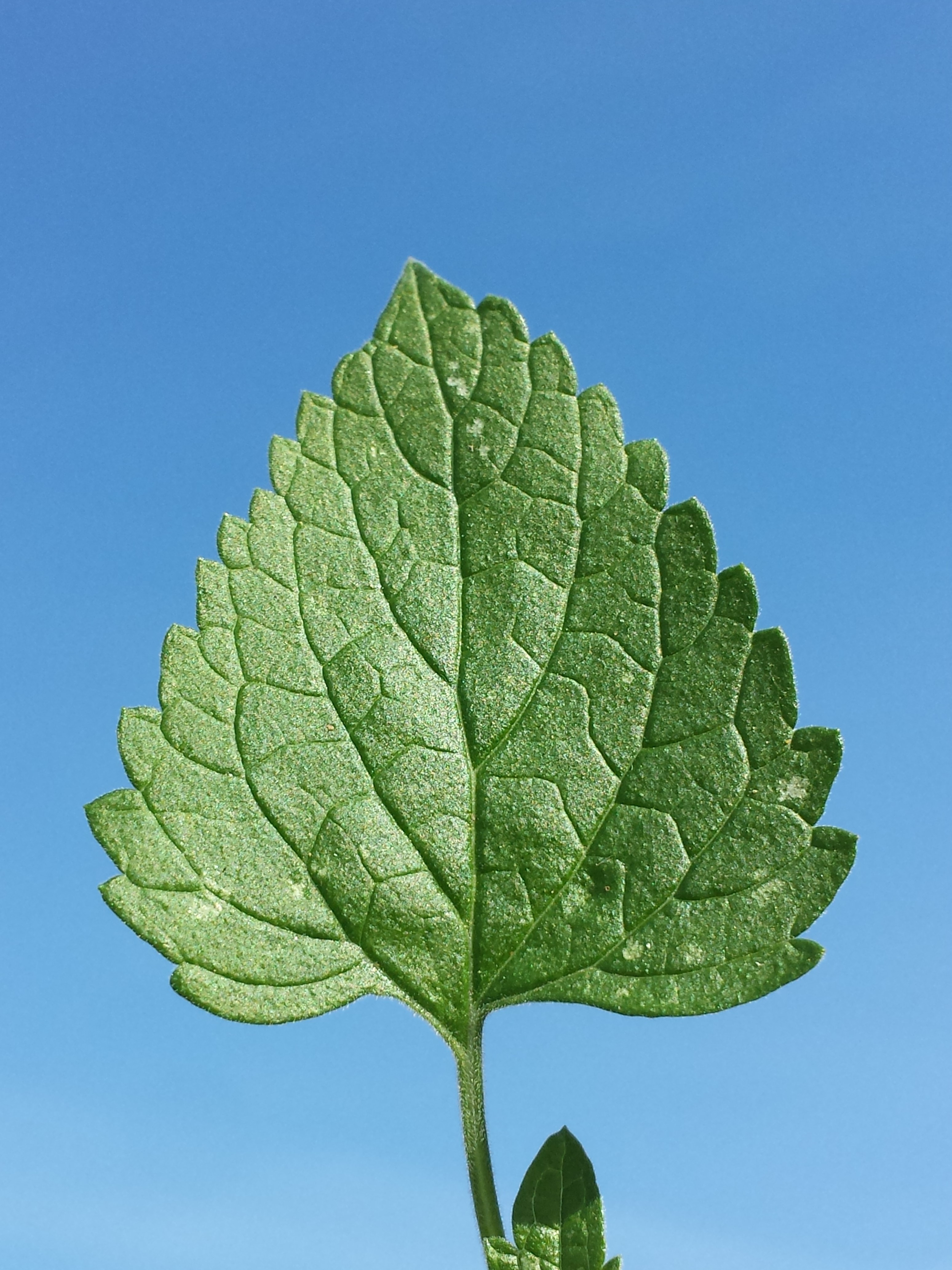
Närbild av kattmyntans blad.

Kattmyntan odlas också i närheten av bikupor som nektarkälla för bin. Den citrondoftande varieteten Nepeta citriodora används inom parfymindustrin. Efter extraktion med dietyleter fås ett bekämpningsmedel mot mikroorganismer som mögel och grampositiva bakterier, enzymproduktion från Staphylococcus aureus (gula stafylokocker).
Kattmyntan innehåller bland annat ämnet nepetalakton som fungerar avskräckande på vissa arter av insekter. En studie visade att effektiviteten för flugor gav 96 % mot stickfluga (Stomoxys calcitrans) och 79 % mot husfluga (Musca domestica). Ett koncentrat av växtens aktiva ämnen kan även döda flugor.
Enligt folkmedicinsk tradition kunde kattmynta användas för behandling av vitt skilda åkommor som: hosta, förkylning, huvudvärk, feber, vrede, spasmer, smittkoppor, scharlakansfeber, andnöd, blåmärken och bleksot. Den sades även kunna lugna "mage", driva ut "mask i magen", läka skärsår (såret ska då gnidas med lätt fuktade söndersmulade färska blad), befordra fertilitet och starta förlossning vid graviditet som "gått över tiden". Verkan för det senare skulle bero på att kattmynta orsakar sammandragningar i livmodern. Av denna anledning avrådes gravida kvinnor från att inta kattmynta, för att inte riskera något som i värsta fall skulle kunna leda till missfall.

### Odling och skörd
Frön har låg grobarhet och utbytet av frösådd är därför begränsat. Förökning kan även ske genom delning av rotklumpen. Om stjälktoppen bryts bort grenar sig plantan bättre.
Vid torkning hängs kvistar upp-och-ned på solig, väl ventilerad plats. När torkningen är klar har bladen krullat ihop sig, och faller av. Förvaring i lufttätt tillslutna burkar, gärna i kylskåp eller frys.

### Namn
Trivialnamnet kattmynta och de mer dialektala namnen kattlusta och kattleka som kommer av örtens effekt på katter. Ordledet mynta härleds från att doften påminner om kryddväxten mynta.
Det dialektala uttrycket kattleka förekommer främst i finlandssvenska och har även använts om  läkevänderot (Valeriana officinalis).
Det vetenskapliga släktnamnet Nepeta är hämtat från den etruskiska staden Nepe, som idag ligger i Italien och heter Nepi. Kattmynta växte där ymnigt, när romarna 396 f Kr erövrade grannstaden Veji, som idag heter Veio. Artepitet Cataria kommer av latinets catus som betyder "katt".

## Effekt på katter

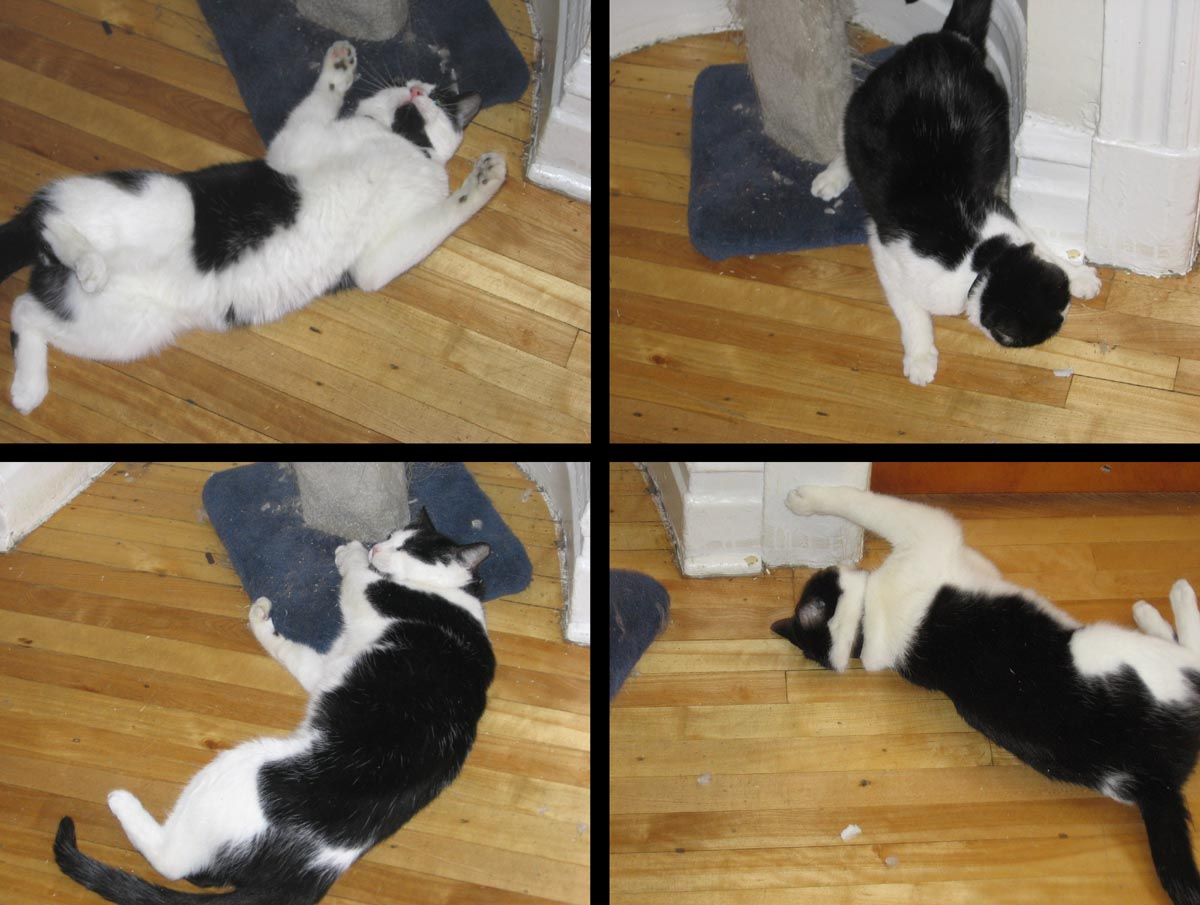
Tamkatt som reagerar på kattmynta.

Kattmynta, och några andra arter inom samma släkte, är kända för sin starka effekt på katter – inte enbart på tamkatter utan även på andra arter inom familjen. Det aktiva kemiska ämnet de reagerar på är nepetalakton (C10 H14 O2), som påverkar katten genom att öka utsläppet av β-endorfin som är en endogen µ-opioid-agonist. Flera tester visar att leopard, pumor, serval och lodjur ofta reagerade på ett liknande starkt sätt inför kattmynta som tamkatter. Lejon och tigrar kan också reagera starkt, men inte lika konsekvent. En teori är att ämnena i kattmynta fungerar som myggmedel och gör att katterna får mindre angrepp av myggor.
Vanliga beteenden som tamkatter uppvisar i kontakt med kattmynta är att de gnuggar sig mot växten, rullar på marken, slår på växten med tassarna, slickar eller biter på den. Vid stor konsumtion börjar katten dregla, blir sömnig, orolig, hoppar, spinner och låter. Denna reaktion håller oftast i sig i fem till femton minuter.
Katter detekterar kattmynta med luktområdet (regio olfactoria) och inte med Jacobsons organ. I luktområdet binder nepetalakton till en eller flera olfaktoriska receptorer.
Ungefär en tredjedel av tamkatterna reagerar inte på kattmynta. Orsaken tros vara genetisk men exakt vad det beror på är oklart. Andra växter som har liknande effekt på katter är exempelvis läkevänderot (Valeriana officinalis), klätteraktinidia (Actinidia polygama) och rosentry (Lonicera tatarica). Studier visar att många av de katter som inte reagerar på kattmynta istället reagerar på någon av dessa tre alternativ.